# Skymning (film)
Skymning (engelska: Make Way for Tomorrow) är en amerikansk dramafilm från 1937 i regi av Leo McCarey. I huvudrollerna ses Victor Moore och Beulah Bondi.

## Rollista i urval
- Victor Moore – Barkley "Pa" Cooper
- Beulah Bondi – Lucy "Ma" Cooper
- Thomas Mitchell – George Cooper, Barkleys och Lucys son
- Fay Bainter – Anita Cooper, Georges hustru
- Barbara Read – Rhoda Cooper, George och Anitas dotter
- Maurice Moscovitch – Max Rubens, Judisk affärsägare och Barkleys vän
- Elisabeth Risdon – Cora Payne, Barkleys och Lucys dotter
- Minna Gombell – Nellie Chase, Barkleys och Lucys dotter
- Porter Hall – Harvey Chase, Nellies make
- Ray Meyer – Robert Cooper, Barkleys och Lucys son
- Ralph Remley – Bill Payne, Coras make
- Louise Beavers – Mamie, George och Anitas hembiträde
- Louis Jean Heydt – Barkleys doktor
- Dell Henderson – Ed Weldon, bilförsäljare
- Louise Seidel – Hat Check Girl på hotellet
- Paul Stanton – Mr. Horton, hotellchef
- Gene Morgan – Carlton Gorman, orkesterledare på hotellet